# Шеметков, Леонид Александрович
Леонид Александрович Шеметков (бел. Леанід Аляксандравіч Шамяткоў; 3 июля 1937, Гомель — 24 марта 2013, Гомель) — белорусский математик. Член-корреспондент Национальной академии наук Беларуси (1980), доктор физико-математических наук (1970), профессор (1973). Заслуженный деятель науки Республики Беларусь (1995), основатель гомельской алгебраической школы.

## Биография
Родился 3 июля 1937 года в Гомеле. Член-корреспондент Национальной академии наук Беларуси, академик Белорусской академии образования, академик Международной академии наук высшей школы, Заслуженный деятель науки Беларуси.
В 1959 году закончил Гомельский педагогический институт им. В. П. Чкалова, в 1962 году — аспирантуру Института математики и вычислительной техники Академии наук БССР. Ученик академика С. А. Чунихина. В 1969 году в Институте математики АН Украины защитил докторскую диссертацию «К теории конечных групп». Работал в ГГУ им. Франциска Скорины с 1969 года. В 1973 г. ему присвоено звание профессора. В 1977 г. был переведён на должность проректора по учебной работе Гомельского государственного университета.
Леонид Александрович ушёл из жизни 24 марта 2013 года, вследствие продолжительной и тяжёлой болезни. На похоронах присутствовали видные учёные из Европы и стран СНГ, свои соболезнования выразили крупнейшие математические университеты Старого Света, Азии, а также Латинской Америки. На прощании также присутствовал Министр образования Республики Беларусь. Проводить из жизни одного из величайших алгебраистов XX века пришли порядка 200 человек.

## Научная деятельность
Тематика научных исследований Леонида Александровича связана преимущественно с теорией конечных групп, которая, по высказыванию его учителя С. А. Чунихина, является «трамплином и творческой лабораторией для алгебры в целом». В 1947 г. ленинградский математик, член-корреспондент АН СССР Д. К. Фаддеев установил принципиальную возможность описания конечных недисперсивных разрешимых групп порядка pnq и поставил задачу о справедливости этого результата для разрешимых групп произвольного порядка. Эта задача была успешно решена Л. А. Шеметковым. Другой результат, принесший ему широкую известность, связан с проблемой существования дополнений к нормальным подгруппам (его теорема вошла в монографическую литературу и широко используется математиками разных стран мира). В 2010 г. в статье, опубликованной в журнале «Фундаментальная и прикладная математика» (МГУ), Л. А. Шеметков завершил разработку метода локального задания формаций. В 2011 г. в статье, опубликованной в «Докладах РАН», им была доказана возможность построения формационных подгрупп с помощью префраттиниевых подгрупп.
Нельзя не отметить такую особенность научной деятельности Леонида Александровича, как генерирование новых идей и постановка новых проблем, стимулирующих развитие алгебраической науки. В монографии Л. А. Шеметкова «Формации конечных групп» (Москва, 1978) было поставлено 26 открытых проблем, большинство из которых к настоящему времени решены. В монографии «Формации алгебраических систем» (Москва, 1989), написанной Л. А. Шеметковым совместно с его учеником А. Н. Скибой, было сформулировано более двух десятков проблем, решением которых занимались отечественные и зарубежные математики. Ещё одна особенность школы Л. А. Шеметкова — это непрерывное расширение тематики исследований, поиск приложений найденных результатов и методов к изучению алгебраических систем произвольной природы.
Выступления Л. А. Шеметкова с докладами на международных конференциях всегда привлекали слушателей как глубиной результатов, так и перспективой дальнейших исследований. Последнее по времени его масштабное выступление — пленарный доклад «Алгебра формаций», прочитанный в Новосибирске на Международной конференции, посвящённой 100-летию со дня рождения академика А. И. Мальцева (август, 2009 г.).
Л. А. Шеметков поддерживает научные контакты с учёными многих стран мира. Университеты Германии, Великобритании, Италии, Испании, Франции, Китая приглашали его для чтения лекций. Известный немецкий математик В. Гашюц после выхода на пенсию подарил свою научную математическую библиотеку Гомельскому университету в знак признания заслуг Гомельской алгебраической школы, руководимой Л. А. Шеметковым.
Л. А. Шеметков продолжил заложенную академиком Б. В. Бокутем традицию поддержки и стимулирования научных исследований в Гомельском университете имени Ф. Скорины. Только за десять лет, когда он был ректором, в университете было защищено 25 докторских и 125 кандидатских диссертаций, были открыты советы по защите диссертаций по пяти специальностям. Сам Л. А. Шеметков с 1995 г. возглавляет докторский совет по специальности «Математическая логика, алгебра и теория чисел». В этом совете за время его существования защищено 10 докторских и 68 кандидатских диссертаций. В 2002 году Го Вэньбинь, китайский ученик Л. А. Шеметкова, защитил в Гомеле докторскую диссертацию и сейчас возглавляет собственную научную школу в университете науки и технологии в городе Хэфэй (Китай).
Яркий след в истории университета оставила многолетняя совместная работа Л. А. Шеметкова и академиков Б. В. Бокутя и И. Ф. Харламова по совершенствованию вузовского обучения. Итог этой работы был подведён в коллективной монографии Б. В. Бокутя, С. И. Сокоревой, И. Ф. Харламова и Л. А. Шеметкова «Вузовское обучение: проблемы активизации» (Минск, 1989).
В 1993 г. Л. А. Шеметков был избран академиком Международной академии наук высшей школы (Москва), а в 1994 г. — академиком Белорусской академии образования.
Леонид Александрович — не только кабинетный учёный. В молодые годы он избирался членом бюро Гомельского обкома комсомола, председателем Гомельского областного и членом президиума республиканского совета молодых учёных и специалистов. В течение ряда лет он был депутатом Гомельского городского совета, членом областного комитета народного контроля, председателем совета ректоров Гомельской области и членом президиума республиканского совета ректоров, членом республиканского комитета по присуждению государственных премий в области науки и техники. В настоящее время он является членом редколлегии журналов «Труды Института математики и механики» (Екатеринбург), международных журналов «Algebra and descrete mathematics» и «Asian-European Journal of Mathematics», а также журналов «Известия Гомельского государственного университета им. Ф. Скорины» и «Проблемы физики, математики и техники».
Научные работы по алгебре. Создал новое научное направление — теорию формаций алгебраических систем. Решил проблему перечисления конечных разрешимых групп, поставленную Д. К. Фаддеевым в 1947 году, проблему дополняемости нормальных подгрупп, поставленную немецким математиком Г. Виландтом на Эдинбургском математическом конгрессе в 1958 году. В теории формаций решил такие крупные проблемы, как формационная стабильность, внешняя характеризация сверхразрешимости и др. Развил функциональные и решёточные методы исследования формаций алгебраических систем.

## Публикации
Автор около 100 научных трудов, в том числе трёх монографий.
Основные работы:
- Шеметков Л. А., «О существовании π-дополнений к нормальным подгруппам конечных групп», ДАН СССР,

195:1 (1970), 50-52
- Шеметков Л. А., Формации конечных групп, Наука, 1978
- Шеметков Л. А., Классические факторизации групп и колец Архивная копия от 12 декабря 2019 на Wayback Machine, ГГУ, 1979
- Шеметков Л. А., Скиба А. Н., Формации алгебраических систем Архивная копия от 12 декабря 2019 на Wayback Machine, Наука, Москва, 1989
- Shemetkov L. A., «On partially saturated formations and residuals of finite groups», Comm. Algebra, 29:9 (2001), 4125-4137
- А. Баллестер-Болинше, К. Кальво, Л. А. Шеметков, «О частично насыщенных формациях конечных групп», Матем. сб, 198:6 (2007), 3-24

Некоторые публикации:
- Формации конечных C π-групп Е. П. Вдовин, Д. О. Ревин, Л. А. Шеметков Алгебра и анализ, 24:1 (2012), 40-52
- X-корона конечной разрешимой группы С. Ф. Каморников, Л. А. Шеметков Алгебра и логика, 49:5 (2010), 591—614
- Локальные задания формаций конечных групп Л. А. Шеметков Фундамент. и прикл. матем., 16:8 (2010), 229—244
- Формация конечных групп со сверхразрешимой π-холловой подгруппой И Сяолан, Л. А. Шеметков Матем. заметки, 87:2 (2010), 280—286
- О p-локально N-замкнутых формациях конечных групп А. А. Родионов, Л. А. Шеметков Тр. Ин-та матем., 18:1 (2010), 92-98
- О нормализаторе гашюцевой системы конечной разрешимой группы С. Ф. Каморников, Л. А. Шеметков Фундамент. и прикл. матем., 14:8 (2008), 129—136
- On the p-length of finite p-soluble groups L. A. Shemetkov, Yi Xiaolan Тр. Ин-та матем., 16:1 (2008), 93-96
- О частично насыщенных формациях конечных групп А. Баллестер-Болинше, К. Кальво, Л. А. Шеметков Матем. сб., 198:6 (2007), 3-24
- Обобщения теоремы Силова Л. А. Шеметков Сиб. матем. журн., 44:6 (2003), 1425—1431
- К теореме Хупперта Л. А. Шеметков Сиб. матем. журн., 44:1 (2003), 224—231
- Кратно ω-локальные формации и классы Фиттинга конечных групп А. Н. Скиба, Л. А. Шеметков Матем. тр., 2:2 (1999), 114—147
- О нормализаторах силовских подгрупп в конечных группах А. Баллестер-Болинше, Л. А. Шеметков Сиб. матем. журн., 40:1 (1999), 3-5
- Два направления в развитии теории непростых конечных групп Л. А. Шеметков УМН, 30:2(182) (1975), 179—198
- Ступенчатые формации групп Л. А. Шеметков Матем. сб., 94(136):4(8) (1974), 628—648
- Конечные группы С. А. Чунихин, Л. А. Шеметков Итоги науки. Сер. Мат. Алгебра. Топол. Геом. 1969, 1971, 7-70
- К теории конечных групп Л. А. Шеметков Матем. заметки, 6:3 (1969), 347—360
- К теореме Д. К. Фаддеева о конечных разрешимых группах Л. А. Шеметков Матем. заметки, 5:6 (1969), 665—668
- О конечных разрешимых группах Л. А. Шеметков Изв. АН СССР. Сер. матем., 32:3 (1968), 533—559
- Силовские свойства конечных групп Л. А. Шеметков Матем. сб., 76(118):2 (1968), 271—287
- О частично разрешимых конечных группах Л. А. Шеметков Матем. сб., 72(114):1 (1967), 97-107
- D-строение конечных групп Л. А. Шеметков Матем. сб., 67(109):3 (1965), 384—407
- Сергей Николаевич Черников (некролог) Ю. Л. Ершов, Д. И. Зайцев, А. И. Кострикин, Н. Н. Красовский, Ю. А. Митропольский, В. П. Платонов, Д. К. Фаддеев, Л. А. Шеметков УМН, 43:2(260) (1988), 125—126
- Десятый Всесоюзный симпозиум по теории групп В. С. Монахов, Л. А. Шеметков УМН, 42:6(258) (1987), 211—214
- Всесоюзный алгебраический симпозиум в г. Гомеле М. И. Кравчук, С. А. Чунихин, Л. А. Шеметков УМН, 31:3(189) (1976), 239—242
- Сергей Антонович Чунихин (к шестидесятилетию со дня рождения) А. И. Мальцев, С. А. Сафонов, С. Н. Черников, Л. А. Шеметков УМН, 22:2(134) (1967), 189—197
- С. А. Чунихин, «Подгруппы конечных групп» (рецензия) С. А. Сафонов, Л. А. Шеметков УМН, 21:1(127) (1966), 228—229
- Замечание о X-локальных формациях Архивная копия от 12 декабря 2019 на Wayback Machine. Л.А. Шеметков, Проблемы физики, математики и техники. Сер.: Математика. - 2010. - № 4 (5). - С. 61-62.

## Награды и звания
- 1978 — Почётная грамота Верховного Совета БССР; 1986 — Орден Трудового Красного Знамени;
- 1995 — Звание «Соросовский профессор» за выдающийся вклад в развитие университетского образования (присуждено международным Соросовским комитетом);
- 1995 — Заслуженный деятель науки Республики Беларусь;
- 1997 — Отличник образования Республики Беларусь;
- 1999 — Орден святого равноапостольного великого князя Владимира (орден русской православной церкви);
- 1999 — Первая премия Совета специального фонда Президента Республики Беларусь за личный вклад в развитие способностей одарённой молодёжи;
- 1999 — Почётная Грамота Национального собрания Республики Беларусь за активное участие в работе органов местного самоуправления, заслуги в развитии высшей школы, науки и культуры.
- 1999 — Почётный ректор и почётный профессор Гомельского государственного университета имени Франциска Скорины за большой личный вклад в развитие университета и многолетнюю плодотворную научно-педагогическую деятельность (решение Совета университета);
- 2000 — Грант Президента Республики Беларусь за выдающийся вклад в развитие высшего образования;
- 2001 — Медаль М. В. Остроградского (присуждена Международным математическим конгрессом в Украине);
- 2002 — Орден Франциска Скорины за значительный личный вклад в развитие отечественной науки и многолетнюю плодотворную научно-педагогическую деятельность;
- 2002 — Звание «Почетный гражданин города Гомеля» за выдающиеся заслуги и большой личный вклад в развитие образования и науки, подготовку научно-педагогических кадров, неутомимую общественную деятельность, направленную на национально-государственное возрождение страны (присвоено решением Гомельского городского Совета депутатов).

## Память
- Почётный гражданин г. Гомеля (2002, Гомель).
- Имя занесено на городскую Доску почёта (Гомель).